# Zwattendorf, Sveti Urban
Zwattendorf je naselje v Občini Sveti Urban v Okraju Trg na Koroškem v Avstriji.